# Estrella
Estrella byl český němý film, který natočil roku 1913 filmový podnikatel a kameraman Max Urban za režijní spolupráce O. Štáfla ve své filmové společnosti ASUM. Hlavní roli v něm svěřil své manželce a podnikatelské partnerce Andule Sedláčkové.
Film zřejmě nepřekročil svou kvalitou jiné filmy ASUMu, jejichž námět napsal sám Urban. I tento film byl napsán pro hereckou hvězdu té doby Sedláčkovou. Přesto je tento film výjimečný bohatší zápletkou. Natáčelo se v Urbanově ateliéru Passage na Václavském náměstí v Praze, pro exteriéry si filmaři pronajali Lobkovickou zahradu pod Hradčany, přírodní snímky natáčeli v Šárce a ve Zbirohu. Stejně jako většina filmů ASUMu se ani tento film nedochoval.

## Děj
Estrella je žebračka, která žije kdesi v horách se svými společníky Hugem a Marcelem. Je to hrdá a svobodymilovná žena. Jednoho dne se seznámí s neznámým mužem Harrym, který jí daroval dva stříbrňáky. Estrella s přáteli se rozhodnou, že Harryho společně oloupí. Před jeho zámkem předstírá mdloby, Harry se jí ujme a pozve do zámku. Estrelle se tamější život zalíbí, je obklopena dary a přepychem. Společníkům se to nelíbí a žádají, aby Harryho otrávila. Harry se to však dovtípí, nechá Huga zatknout, ale Estrellu si v zámku nechává.
Hugo prchá z vězení, chce se vrátit ke svým bohatým rodičům, které kdysi z touhy po volnosti opustil. Ti ho však nepřijmou a Hugo hledá Estrellu. Dívka už je však provdána za Harryho. Když vyzve Harry Huga na souboj, vznítí to v Estrelle smíšené pocity, nakonec láska k manželovi vítězí, snaží se chránit Harryho vlastním tělem, ale oba klesnou k zemi mrtvi. Nešťastný Hugo skočí pod jedoucí vlak.

## Obsazení
| Andula Sedláčková | Estrella       |
| Jiří Steimar      | role neuvedena |
| Otakar Štáfl      | role neuvedena |
| Karel Váňa        | role neuvedena |
| Alois Sedláček    | role neuvedena |